# Ben Lawson
Ben Lawson (Brisbane, 6 de febrero de 1980) es un actor australiano, más conocido por haber interpretado a Frazer Yeats en la serie Neighbours.

## Biografía
Es hermano mayor del actor Josh Lawson y de Jordan Lawson, quien toca el bajo en una banda llamada "The Gallant".
Se graduó de la prestigiosa escuela australiana National Institute of Dramatic Arts "NIDA". 
Salió con la actriz Harriet Dyer; sin embargo la relación terminó en 2015.

## Carrera
Ben apareció en comerciales para KFC.
El 12 de octubre de 2006 se unió al elenco principal de la aclamada serie australiana Neighbours, donde interpretó a Frazer Yeats, el hijo de Prue Brown y hermano de Ringo Brown, hasta el 25 de abril de 2008 luego de que su personaje decidiera mudarse a Italia con Rosetta Cammeniti.
En el 2011 apareció en la película No Strings Attached donde dio vida al doctor Sam amigo y compañero de la doctora a Emma K. Kurtzman (Natalie Portman). Ese mismo año apareció como invitado en varios episodios de la serie Covert Affairs donde interpretó a Scott Weiss, un doctor que conoce a Annie (Piper Perabo) cuando esta lleva a su sobrina Chloe a la sala de emergencias.
En el 2012 apareció como invitado en la serie Don't Trust the B---- in Apartment 23 donde interpretó a Benjamin Lovett hasta el 2013.
En febrero del 2014 se anunció que Ben aparecería en la serie cómica Damaged Goods donde interpretará a Michael, un divertido e inteligente dermatólogo.
En marzo del mismo se unió al elenco de la versión australiana de la serie Secrets and Lies donde interpreta a Paul Murnane, el exesposo de Jess Murnane (Adrienne Pickering) y padre de la víctima. También apareció como invitado en la serie Love Child donde interpretó al soldado Colin Ryan, el esposo de Shirley Ryan (Ella Scott Lynch).
En 2017 se unió al elenco recurrente de la serie Doubt donde interpretó al abogado de distrito Peter Garrett, hasta el final de esta ese mismo año.
El 10 de marzo del mismo año se anunció que se había unido al nuevo piloto '‘What About Barb? donde interpretó a Ryan, el prometido de Suzanne (Leah Remini).
En julio del 2017 se anunció que se había unido al elenco principal de la segunda temporada de la serie Designated Survivor donde dará vida a Damian Rennett, un agente del MI-6 que conoce a Hannah (Maggie Q) mientras se hace pasar por un hombre holandés en Amsterdam.

## Filmografía

### Series de televisión
| Año         | Título                                | Personaje                   | Notas                                                                |
| ----------- | ------------------------------------- | --------------------------- | -------------------------------------------------------------------- |
| 2021 - 2023 | Firefly Lane                          | Johnny Ryan                 | -                                                                    |
| 2017 - 2019 | Designated Survivor                   | Damian Rennett              | -                                                                    |
| 2017        | What About Barb?                      | Ryan                        | -                                                                    |
| 2017        | Doubt                                 | D.A. Peter Garrett          | 9 episodios                                                          |
| 2017        | Grimm                                 | William Stillman            | episodio "The Seven Year Itch"                                       |
| 2017        | Billions                              | Mikey                       | episodio "Where the F*ck Is Donnie?"                                 |
| 2016        | Angel from Hell                       | Darren Jensen               | episodio "Soulmates"                                                 |
| 2016        | iZombie                               | Andy LeGare                 | episodio "Fifty Shades of Grey Matter"                               |
| 2016        | Mulaney                               | Greg                        | episodio "In the Name of the Mother, and the Son and the Holy Andre" |
| 2014        | Modern Family                         | Greg                        | episodio "Won't You Be Our Neighbor"                                 |
| 2014        | Friends with Better Lives             | Doug                        | episodio "No More Mr. Nice Guy"                                      |
| 2014        | Jennifer Falls                        | David                       | episodio "Triangle"                                                  |
| 2014        | Love Child                            | Colin Ryan                  | 3 episodios                                                          |
| 2014        | Wild Card                             | Will Garratt                | episodio "The Pilot"                                                 |
| 2014        | 2 Broke Girls                         | Tim                         | episodio "And the Wedding Cake Cake Cake"                            |
| 2014        | Secrets and Lies                      | Paul Murnane                | 3 episodios                                                          |
| 2014        | Rake                                  | Craig                       | 3 episodios                                                          |
| 2014        | Damaged Goods                         | Michael                     | -                                                                    |
| 2013        | The Exes                              | Derek                       | episodio "How the Grinch Spent Xmas"                                 |
| 2013        | Bones                                 | Martin Zand                 | episodio "The Fury in the Jury"                                      |
| 2012 - 2013 | Don't Trust the B---- in Apartment 23 | Benjamin Lovett             | 3 episodios                                                          |
| 2012        | The League                            | Dr. Levenson                | episodio "The Hoodie"                                                |
| 2011        | Covert Affairs                        | Dr. Scott Weiss             | 3 episodios                                                          |
| 2011        | Wild Card                             | Will Garratt                | episodio "The Pilot"                                                 |
| 2010        | The Deep End                          | Liam Priory                 | 7 episodios                                                          |
| 2006 - 2008 | Neighbours                            | Frazer "George Brown" Yeats | 276 episodios                                                        |
| 2006        | Perfect Disaster                      | Ken                         | episodio "Fire Storm"                                                |
| 1997        | The Wayne Manifesto                   | Mervyn                      | episodio "Wheels Within Wheels"                                      |
| 1993        | The Adventures of Skippy              | Christopher                 | episodio "Skippy and the Tiger"                                      |
| 1993        | Time Trax                             | Darien (12 años)            | episodio "A Stranger in Time"                                        |

### Películas
| Año  | Título                    | Personaje      | Notas |
| ---- | ------------------------- | -------------- | --- |
| 2014 | Now Add Honey             | Joshua Redlich | junto a Portia de Rossi, David Field, Philippa Coulthard, Robbie Magasiva y Erik Thomson                        |
| 2014 | The Little Death          | Glenn          | junto a Bojana Novakovic, Josh Lawson, Damon Herriman, Lachy Hulme, Lisa McCune, Patrick Brammall y Zoe Carides |
| 2011 | No Strings Attached       | Sam            | junto a Natalie Portman y Ashton Kutcher                                                                        |
| 2011 | In Loco Parentis          | Richard        | corto - junto a Paul Ashton, Gia Carides y Anthony LaPaglia                                                     |
| 2010 | Freshmen                  | Vince          | junto a Sarah Chalke, Taran Killam, Tommy Dewey y John Brotherton                                               |
| 1999 | Chameleon II: Death Match | Tyler Kubica   | junto a Bobbie Phillips, Casey Siemaszko, Kara Zediker, John Waters y Simon Westaway                            |
| 1995 | Silent Hunter             | Bud            | junto a Miles O'Keeffe, Peter Colvey, Sabine Karsenti y Fred Williamson                                         |

## Premios y nominaciones
| Año  | Categoría                    | Premio      | Serie      | Resultado |
| ---- | ---------------------------- | ----------- | ---------- | --------- |
| 2007 | Most Popular New Male Talent | Logie Award | Neighbours | Nominado  |